# Adriana Karembeu
Adriana Sklenarikova Karembeu (Brezno, 17 september 1971) is een Slowaaks actrice en model. Ze is vooral bekend voor haar naaktfoto's en was tot 2011 getrouwd met oud-voetballer Christian Karembeu.